# Deb Lyons
Deb Lyons (Deborah Lyons) er en singer-songwriter fra New York City. Hun er mest forbundet med sit arbejde i Broadway, og er kendt for sine mange optrædener i klubber som The Bitter End og The Bottomline.
Lyons har indspillet med den anerkendte komponist Yuki Kajiura på albummet Fiction, samt flere sange herunder temaet for Xenosaga II. Gennem remixes har hendes stemme også optrådt i Xenosaga III. Hun har sunget på jingles til Toyota, Jet Blue, Milky way og har lagt stemme til flere Fisher Price legetøj. Der ud over har Lyons optaget med Chieftains og børnekunstnere som Yosi og Mr. Scott Music Man.
Lyons har optrådt og indspillet med andre musikere som omfatter Donna Summer, The Mamas & the Papas, Lee Ann Womack, Rosanne Cash, Carrie Underwood, Emily Bindiger, Carolee Goodgold, Jim Barbaro, Margaret Dorn, The Bingo Boys, Gigi on the Beach, og Ed Palemo Big Band.
Lyons har været i flere sceneproduktioner, her under en national rundrejse med Jekyll & Hyde, og Smokey Joe Cafe på Broadway og West End i London og regionale produktioner af Hairspray, side om side med Sondheim, og Pumpboys & Dinettes.